# Hans-Gunnar Liljenwall
Hans-Gunnar Liljenwall (Jönköping, 9 luglio 1941) è un ex pentatleta svedese.

## Carriera
Nel 1968 ottenne la medaglia di bronzo nella prova a squadre di pentathlon moderno ai Giochi olimpici di Città del Messico. La rappresentativa svedese venne però squalificata dopo che, al termine della gara individuale di tiro, proprio a Liljenwall era stato riscontrato un tasso alcolico di 0,81 g/l, ben al di sopra del consentito. Liljenwall si difese sostenendo di aver bevuto "solo due birre", ma la commissione medica del CIO fu irremovibile e declassò la Svezia.
Si noti che i controlli antidoping venivano usualmente condotti via test delle urine: il prelievo di sangue era stato introdotto solo per il tiro a segno nelle discipline di pentathlon (su richiesta delle Federazione internazionale, che già lo prevedeva nel proprio regolamento, vennero testati tutti i "pentathleti") e biathlon, e per la scherma, tre sport in cui gli atleti spesso assumevano forti dosi di bevande alcoliche prima delle gare al fine di "distendere i nervi".
Quello di Liljenwall viene ricordato anche come il primo caso di atleta positivo all'antidoping ai Giochi olimpici.

## Palmarès
In carriera ha conseguito i seguenti risultati:
- Mondiali:

Jönköping 1967: argento nel pentathlon moderno a squadre.